# Хулі (футболіст)
Хуліан Серда Вісенте (ісп. Julián Cerdá Vicente, нар. 9 серпня 1981, Алькой), відомий як Хулі (ісп. Juli) — іспанський футболіст, що грав на позиції півзахисника.

## Ігрова кар'єра
Народився 9 серпня 1981 року в місті Алькой. Вихованець футбольної школи місцевого «Алькояно». Дорослу футбольну кар'єру розпочав 2001 року в основній команді того ж клубу. 
2002 року приєднався до команди Сегунди Б «Аліканте». Згодом до 2009 року захищав на тому ж рівні кольори команд «Кастельйон», «Бенідорм» та «Полідепортіво».
Протягом 2009-2017 років виступав у другому іспанському дивізіоні за «Ельче», «Райо Вальєкано», «Алькоркон», «Алавес» та «Кордову». У цей же період упродовж 2011–2012 років пограв на правах оренди в Греції за «Астерас»
Протягом 2017–2019 років знову грав на рівні третього дивізіону Іспанії за «Еркулес», після чого повернувся до рідного «Алькояно».